# 燕市循環バス

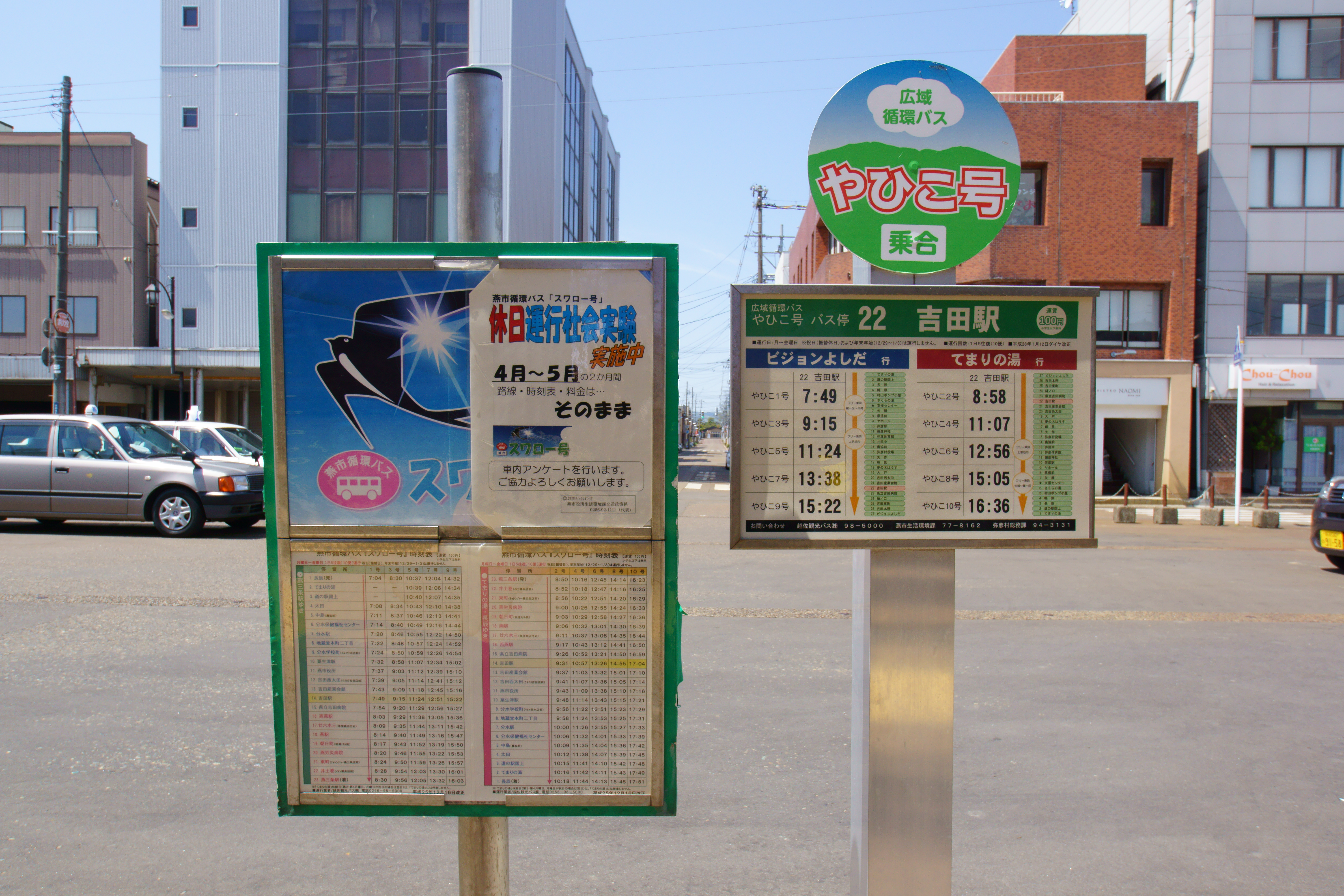
吉田駅のバス停。左が「スワロー号」、右が「やひこ号」（2017年5月）

燕市循環バス（つばめしじゅんかんバス）は、新潟県燕市が委託・運営するコミュニティバスである。本項では弥彦・燕広域循環バス「やひこ号」についても一括して述べるほか、予約制乗合ワゴン車「おでかけきららん号」についても述べる。

## 概要
燕市内を広く巡回する燕市循環バス「スワロー号」、同市と弥彦村内を結んで巡回する弥彦・燕広域循環バス「やひこ号」が運行されている。運行事業者や運行日、運賃などはいずれも以下の通りである。
- 運行事業者は、越佐観光バス。
- 運行日は、月～金曜日。祝日（振替含）・年末年始（12/29～1/3）は運休。
- 運賃は100円均一（先払い）、小学生以下は無料。

## 路線
2020年10月改正時点では以下のように運行されている。なお、循環バスという名称であるがいずれも循環運行にはなっていない。

### 燕市循環バス「スワロー号」
旧分水町域から旧吉田町域、旧燕市域にかけて、現市域を広く巡回する経路をとる。
- 長辰・てまりの湯 - 分水駅 - 燕市役所 - 吉田産業会館 - 吉田駅 - 燕駅 - 燕労災病院 - 燕三条駅

### 弥彦・燕広域循環バス「やひこ号」

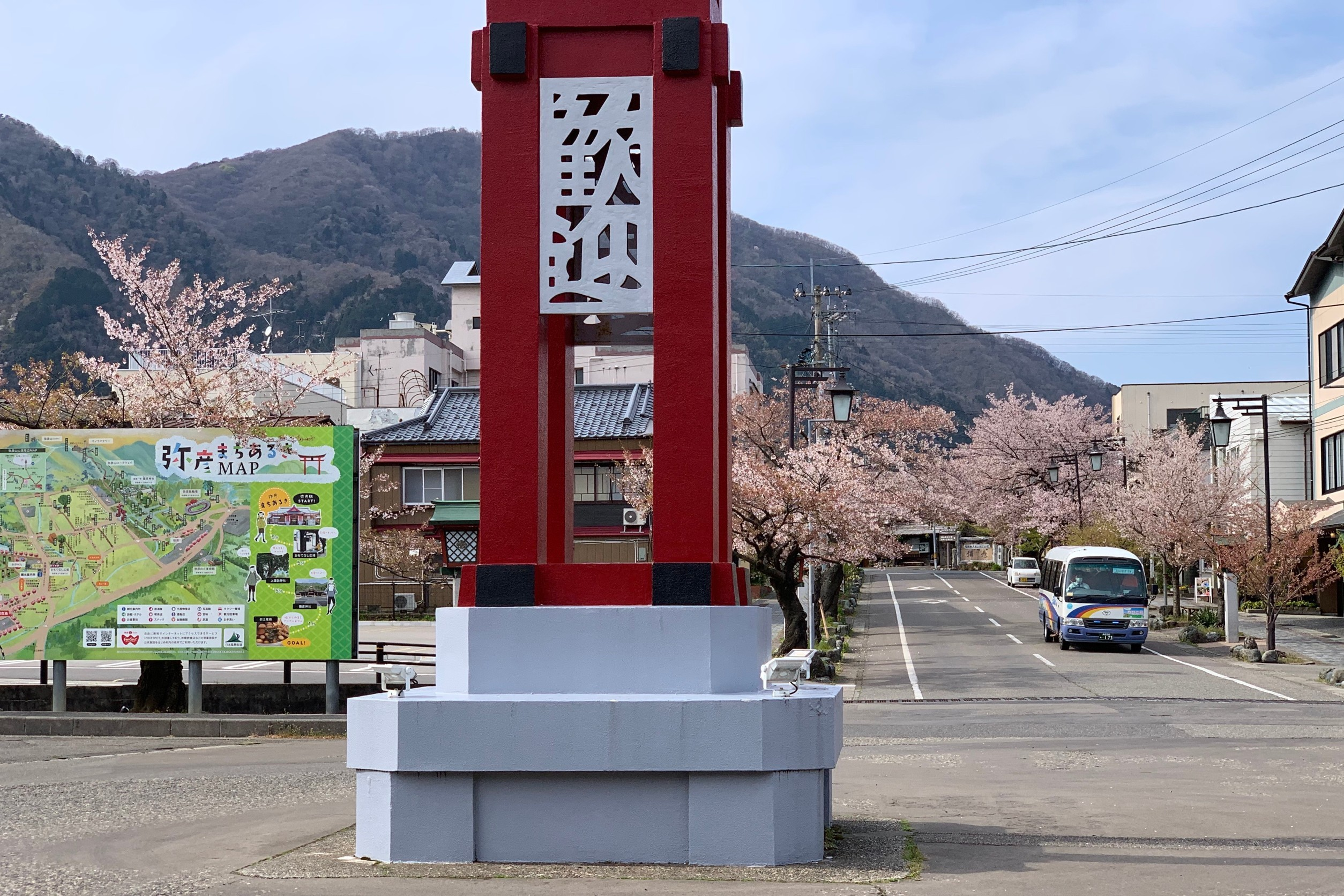
弥彦駅前に到着する弥彦・燕広域循環バス「やひこ号」

道の駅国上周辺と弥彦村域、旧吉田町域を結んで運行される。フリー乗降区間が設けられており、本路線を除いた公共交通手段が乏しい弥彦村麓エリアでの利用客が多い。
- てまりの湯 - 麓 - 弥彦駅 - 弥彦村役場 - 吉田産業会館 - 吉田駅 - ビジョンよしだ

## 予約制乗合ワゴン車「おでかけきららん号」
燕地区・横田地区を「東エリア」、吉田地区・分水地区・弥彦村を「西エリア」とし、それぞれのエリア内で運行されている。指定された乗り継ぎ地点において両エリア間の乗り継ぎも可能であるほか、一部においてエリアを越えた移動も可能である。
ワゴン車（定員10名）で運行されており、利用料金は中学生以上300円、小学生100円、未就学児は無料。乗り継ぎはさらに同額が必要となる。祝日と年末年始を除く月曜から金曜まで、1時間刻みで7時便～12時便・14時便～17時便の1日10便が設定されている。

## 沿革
2006年の合併により現在の燕市が誕生した後、燕、吉田、分水の3つの地区ごとに地区内を回る「福祉巡回バス」が運行されていたが、これに加えて2007年より3地区をまたぐルートを走る「燕市循環バス」の運行が開始された。その後循環バスは利用者を増やしていったものの巡回バスは減少が続いていたことから、2013年4月からは巡回バスが廃止され、それに代わる形で「おでかけきららん号」の運行が開始された。その後2013年5月には燕市役所新庁舎開庁に合わせて循環バスの路線変更が実施され、燕三条駅までの延伸や11の停留所新設が行われた。
また、2015年4月には、それまで弥彦村内で運行されていた巡回バスが廃止されそれに代わる形で「やひこ号」の運行が開始された。無料だった巡回バスとは異なり有料であるが、本数増や燕市への乗り入れ等の利便性の向上により、利用者は巡回バスより増加した。
2013年度以降、国の補助制度「地域公共交通確保維持改善事業」に採択されている。

### 過去の運行形態
2008年4月1日改正時点では以下のように運行されていた（巡回バスについてのみ記載）。

#### 燕地区巡回バス
中央コース
- 燕市役所燕庁舎 - 老人福祉センター - 仲町 - 燕労災病院 - 井戸巻 - 老人福祉センター - 桜町集落センター - 燕市役所燕庁舎

北1コース
- 燕市役所燕庁舎 - 老人福祉センター - 燕労災病院 - 旧灰方駅 - 長所集会所 - 燕市役所燕庁舎

北2コース
- 燕市役所燕庁舎 - 老人福祉センター - 燕労災病院 - 次新集落開発センター - 小中川公民館 - 燕市役所燕庁舎

南コース
- 燕市役所燕庁舎 - 老人福祉センター - 杉柳 - 横田下口 - 道金 - 八王子橋西詰 - 総合文化センター - 燕市役所燕庁舎

#### 吉田地区巡回バス
北部コース（よしだなかよし号）

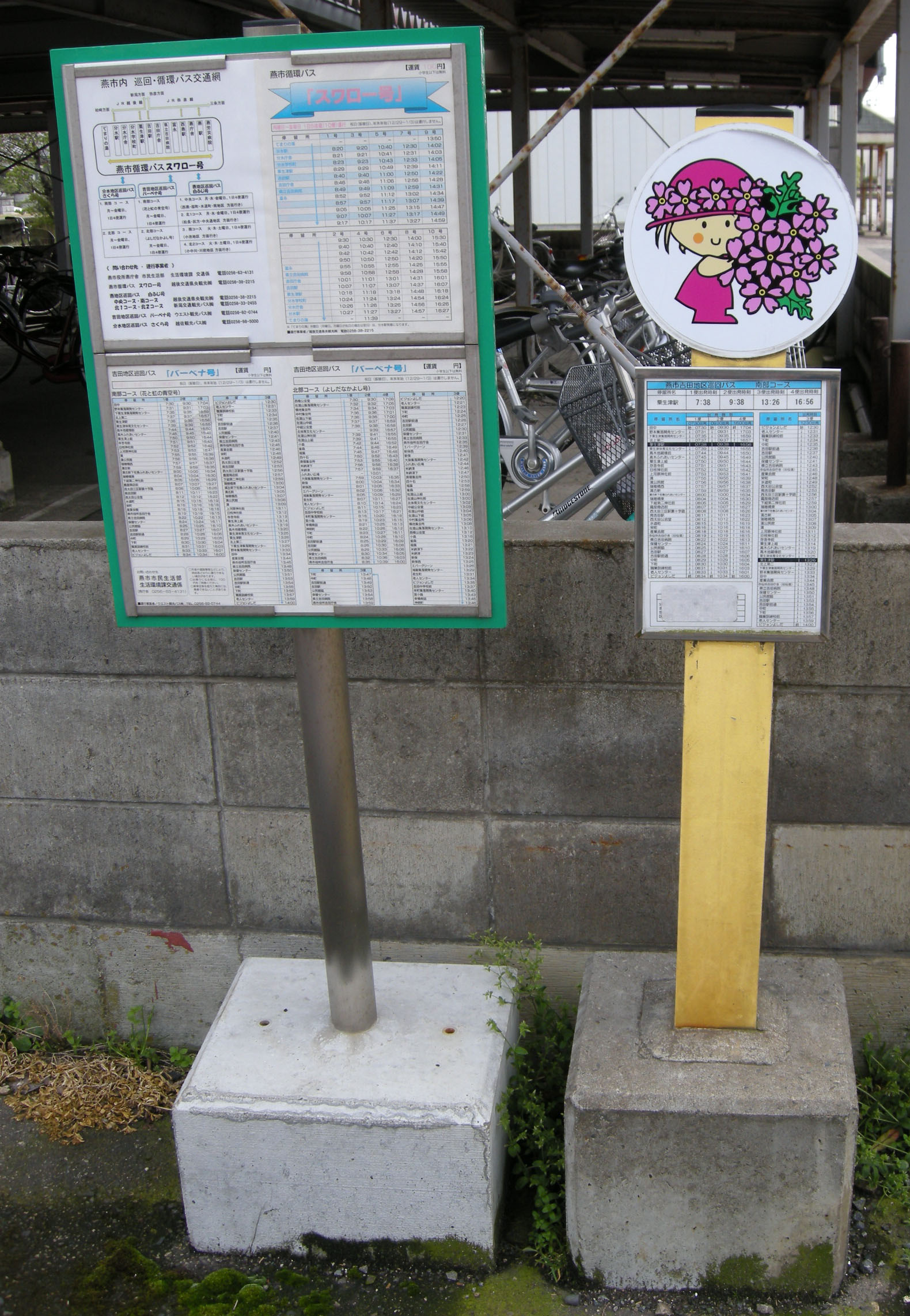
吉田地区巡回バスのバス停（左は燕市循環バス）

- 燕市役所吉田庁舎 - 吉田駅 - ビジョンよしだ - 雀森 - 西槇公会堂

南部コース（花と虹の青空号）
- ビジョンよしだ - 吉田駅 - 南吉田駅 - 高木ふれあいセンター - 粟生津駅 - 田中

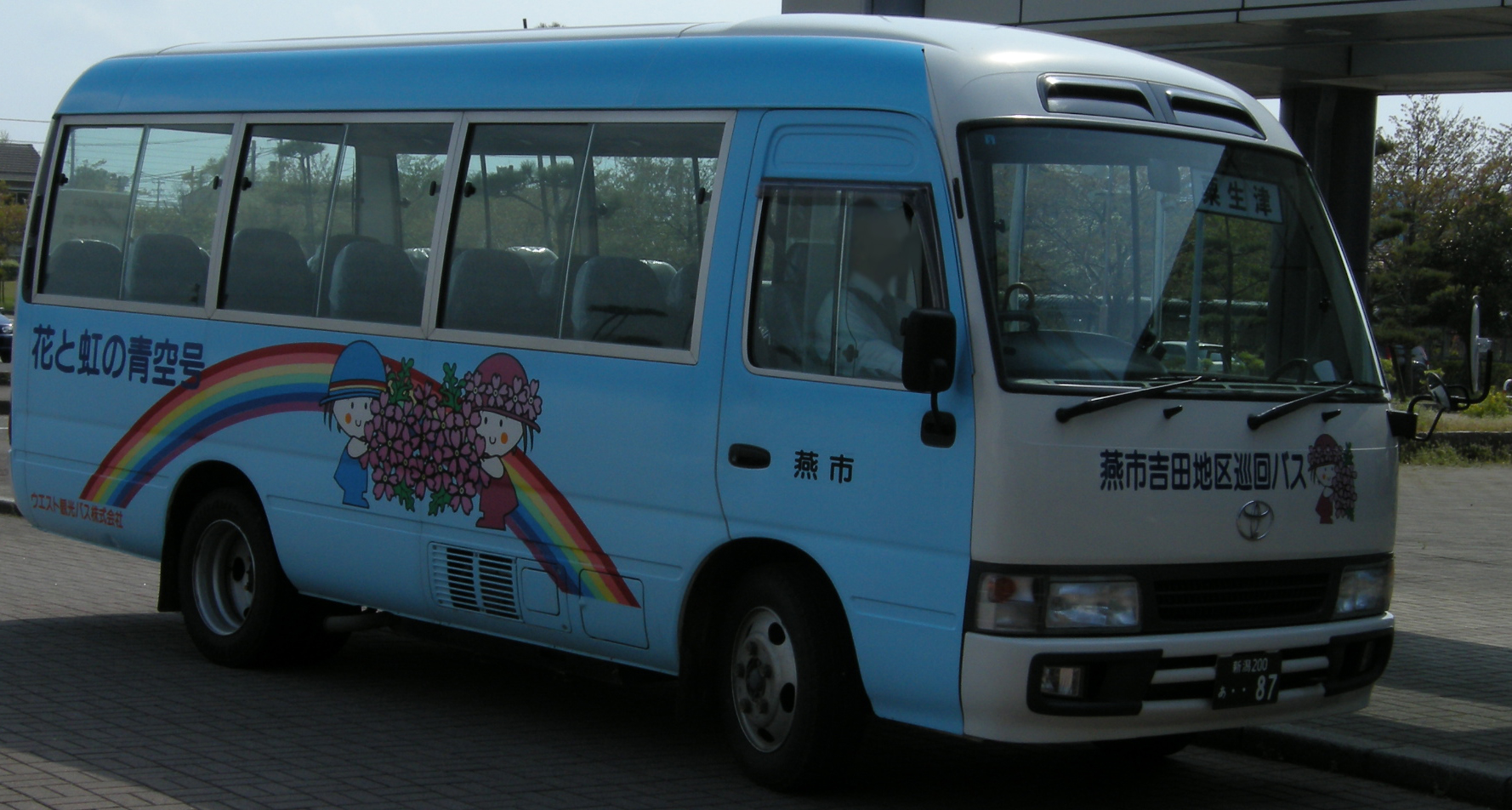
南部コースの車両

#### 分水地区巡回バス
北部コース
- てまりの湯 - 分水保健福祉センター - 分水駅 - 渡部 - てまりの湯 - 下佐善

南部コース
- 分水駅 - 公園入口 - 笹曲 - 横田下口

分水地区巡回バスの車両
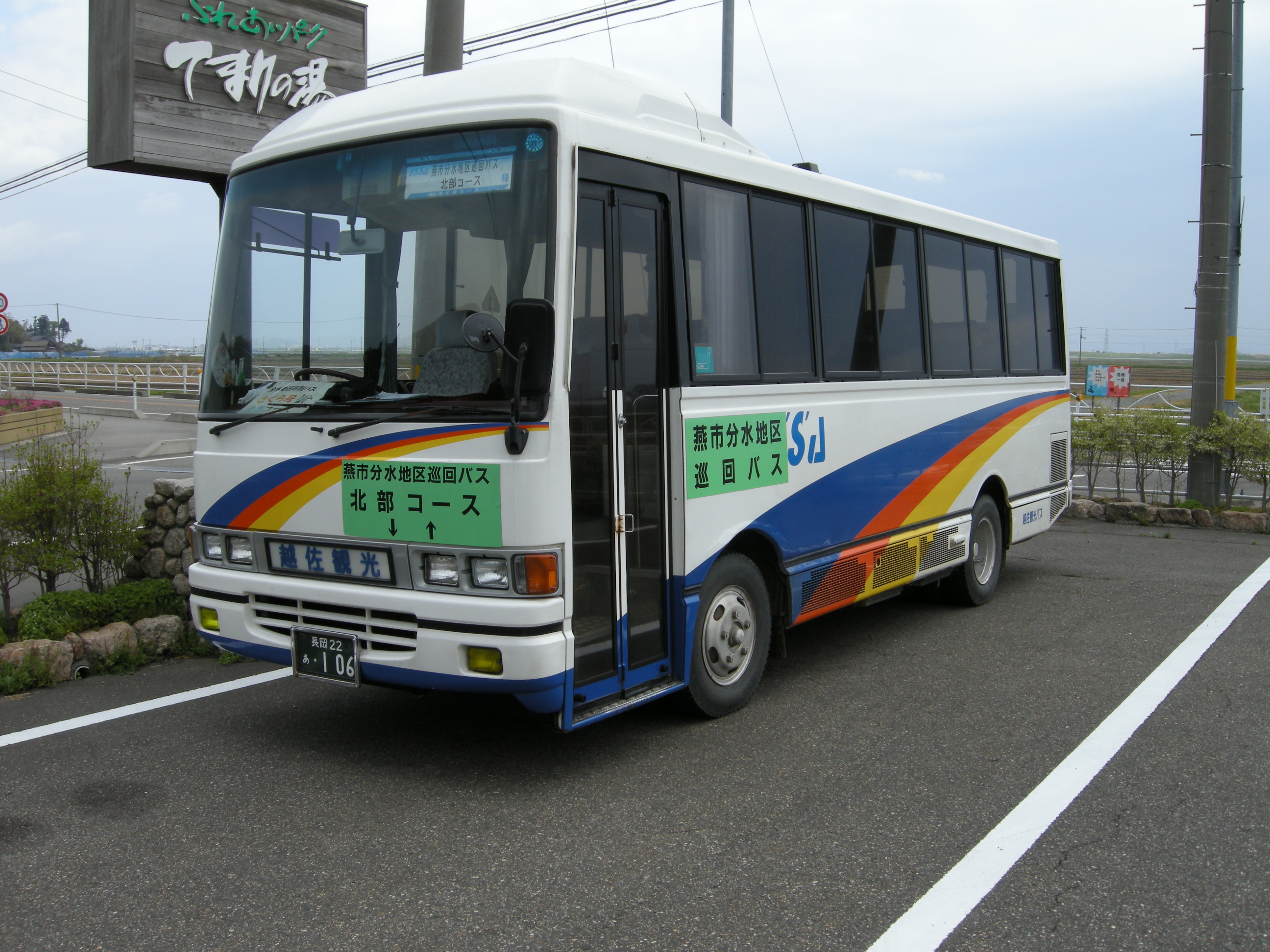
北部コースの車両
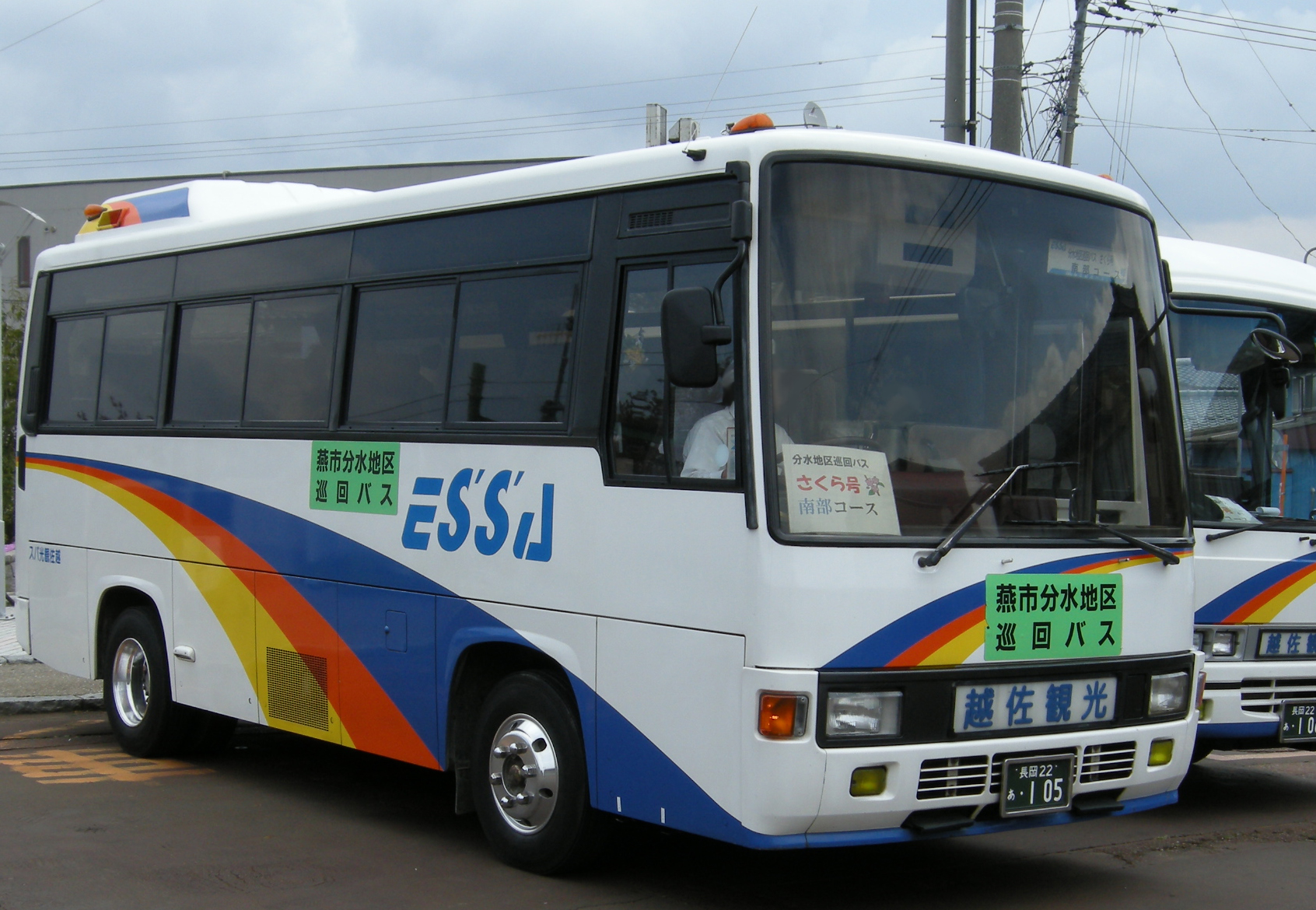
南部コースの車両